# 富本憲吉

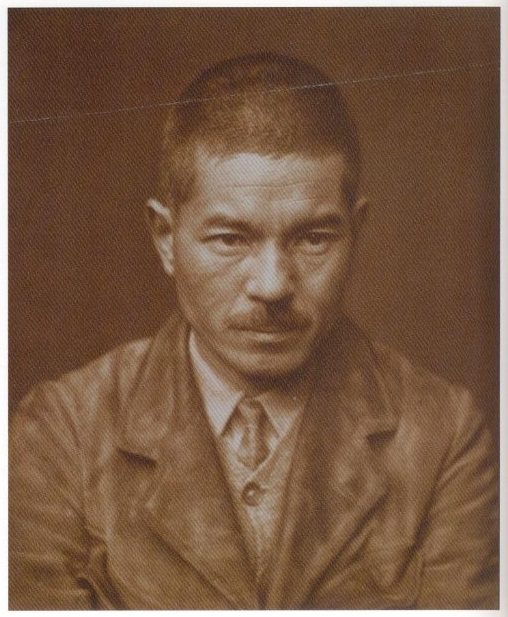
富本憲吉

富本憲吉（1886年6月5日—1963年6月8日）是日本陶藝家。出生於奈良縣。文化勳章獲得者。人間國寶。曾參與東京皇居的設計。富本憲吉纪念馆于1974年在奈良安堵町开馆。他的作品还保存在世界各地的其他几个博物馆。

## 外部連結
- . kotobank （日语）.